# Liste der chilenischen Orden und Ehrenzeichen
Diese Liste gibt einen Überblick über die chilenischen Orden und Ehrenzeichen.
- Orden der Verdienstlegion (1817)
- Medaille für Chacabuco (1817)
- Medaille für Ancachs (1839)

Wappen der Republik Chile

- Medaille für die Niederschlagung der Rebellion von 1851 (1852)
- Medaille für Iquique (1879)
- Medaille für den Feldzug gegen Bolivien und Peru 1879/1880 (1880)
- Valparadiso-Medaille (1881)
- Medaille für den Feldzug gegen Lima 1880 (1882)
- Kreuz für Huamachuco (1883)
- Medaille für das Bataillon Aconcagua (1884)
- Kreuz für deutsche Armee-Inspektoren (1897)
- Erinnerungsmedaille an den Abschluss des argentinisch-chilenischen Paktes von 1902
- Verdienstmedaille (1906)
- Nationalverdienstorden (1929)
- Orden Bernardo O’Higgins (1956)
- Marine-Verdienstorden (2000)
- Ehrenzeichen des Präsidenten der Republik
- Ehrenzeichen der Streitkräfte für Militärverdienst
- Ehrenzeichen des chilenischen Roten Kreuzes